# Ramiz Zerrouki
Ramiz Zerrouki (Ámsterdam, Países Bajos, 26 de mayo de 1998) en un futbolista argelino que juega de centrocampista en el F. C. Twente.

## Selección nacional
Es internacional con la selección de fútbol de Argelia, con la que debutó el 25 de marzo de 2021 en un partido de clasificación para la Copa Africana de Naciones de 2021 frente a la selección de fútbol de Zambia.
Disputó la Copa África 2021.

## Clubes
| Club                  | País         | Año       |
| --------------------- | ------------ | --------- |
| F. C. Twente          | Países Bajos | 2019-2023 |
| Feyenoord             | Países Bajos | 2023-act. |
| F. C. Twente (cedido) | Países Bajos | 2025-act. |

## Palmarés

### Títulos nacionales
| Título                        | Club      | País         | Año  |
| ----------------------------- | --------- | ------------ | ---- |
| Copa de los Países Bajos      | Feyenoord | Países Bajos | 2024 |
| Supercopa de los Países Bajos | Feyenoord | Países Bajos | 2024 |